# Eresoyen
Eresoyen, död 1750, var Oba, monark, i Kungariket Benin mellan 1740 och 1750.